# Istoria Libiei
Istoria Libiei include istoria din totalul amestecului său, bogată în grupuri etnice adăugate la triburile berbere indigene. Berberii, cea mai mare parte a populației din Libia, au fost prezente pe tot parcursul întreaga istorie a țării. Pentru cea mai mare parte a istoriei sale, Libia a fost supusă la diferite grade de control străin, din Europa, Asia, și Africa.Istoria moderna a Libiei independente a început în 1951.
Istoria Libiei cuprinde șase perioade distincte: Libia antică, epoca romană, epoca islamică, stăpânirea otomană, statul italian și în epoca modernă.

## Antichitate
În antichitate, Libia este locuită de triburi hamite, numite libieni de către greci. La începutul secolului al XIII-lea î.Hr., fenicienii întemeiaza coloniile  Oea, Septis, Magna, Sabratha,iar din secolul  al VIII-lea î.Hr. grecii întemeiaza cetățile Cyrene (Cirenaica), Apollonia, Berenice. Cartaginezii stăpânesc contoarele întemeiate de fenicieni în Tripolitania.
Teritoriul Libiei este stăpânit pe rând de cartaginezi, de Egiptul elenistic (sec. III-I î.Hr.), de Imperiul Roman (sec.I î.Hr.-429 d.Hr.).

## Evul Mediu
De asemenea, teritoriul este stăpânit în perioada medievală de vandali (429-534), de bizantini (534-643). În 647, arabii cuceresc teritoriul Libiei, îl includ în Califatul arab și islamizează populația; islamul devine religia oficială.
În 1510 spaniolii ocupă Tripoli; în 1517 otomanii cuceresc Cirenaica, iar în 1551 și Tripolitania, integrându-le Imperiului Otoman.

## Stăpânirea italiană și aliată
După războiul italo-turc (1911-1912), Italia cucerește țara, iar otomanii se retrag.
Cirenaica se apară de italieni, dar în 1931 este învinsă și Libia devine colonie italiană. Între 1940-1943, alături de trupe franceze și britanice, Libia se opune forțelor germano-italiene. După victoria aliaților, Franța administrează Tazzan-ul, iar Regatul Unit Tripolitania și Cirenaica. În 1947 teritoriul Libiei intră sub tutela ONU.

## Regatul
În 1951 aceste trei regiuni administrative sunt unite intr-un stat federal independent, având în frunte un rege (Regatul Unit al Libiei). În 1963 este abolită organizarea federală. În 1969 are loc o lovitură de stat militară; este abolită monarhia.

## Dictatura
Gaddafi devine șeful statului, declarând republică. În anul 1971 sunt naționalizate companiile petroliere. În 1973 Gaddafi lansează revoluția culturală islamică. În 1977, el institue un stat al maselor: Jamahiriyya Arabă Libiană Populară Socialistă.
În 1986 Libia este acuzată că susține organizatii teroriste și se expune bobardamentelor și represaliilor americane. În 1989 Libia se apropie de țările Maghrebului. În 1992 Consiliul de Securitate ONU decretează un embargo aerian și al armamentului împotriva Libiei, ca urmare a refuzului acesteia de a colabora în anchetarea atentatelor teroriste.

## Războiul Civil și Republica
La începutul anului 2011, a izbucnit o revoluție, libienii fiind animați de protestele din Egipt și Tunisia din 2011, pentru a-l da jos pe dictatorul Muammar al-Gaddafi, combatanții fiind protestatarii și forțele loiale ale dictatorului. După începerea revoluției, ONU a condamnat acțiunile represive ale guvernului de la Tripoli, iar unele dintre statele NATO au efectuat bombardamente și misiuni de sprijinire ale Consiliului de Tranziție. La 23.8.2011, rebelii au preluat controlul asupra capitalei Tripoli, dar familia dictatorului, împreună cu unii oficiali și cu o parte a armatei au continuat rezistenta din alte zone, situația fiind incertă. Cu toate acestea, unele țări au recunoscut deja Republica Libia, proclamată de revoluționari. La începutul lunii septembrie, numai orașul natal al lui Gaddafi, din sudul țării, a mai rămas sub vechiul regim. Familia dictatorului s-a refugiat în Algeria.
La 19 martie 2011 a fost aprobată rezoluția 1973 a Consiliului de Securitate al ONU, cu zece voturi pentru și cinci abțineri, fiind prevăzută o zonă de excludere aeriană asupra Libiei. China și Rusia s-au abținut de la vot, dar nu și-au folosit dreptul de veto pentru blocarea rezoluției.
După încheierea summit-ului de la Paris, aproximativ 20 de aeronave militare franceze au fost implicate în operațiunea declanșata de armata franceză în Libia, De asemenea, nave americane au lansat primele rachete asupra Libiei, iar un submarin britanic a lansat mai multe rachete Tomahawk spre artileria antiaeriană a Libiei.[4] Rusia și China și-au exprimat regretul față de bombardamentele coaliției internaționale din Libia.[5]. La final, războiul a adus victoria revoluționarilor libieni, susținuți de NATO. Ostilitățile sunt încă în desfășurare.